# 查尔斯·芬恩
查尔斯·芬恩（英語：Charles Finn，1899年7月28日—1974年1月13日），美国男子水球运动员。他曾代表美国参加1932年和1936年夏季奥林匹克运动会水球比赛，其中1932年奥运会获得一枚铜牌。